# Goerodes
Goerodes är ett släkte av nattsländor. Goerodes ingår i familjen kantrörsnattsländor.

## Dottertaxa tillGoerodes, i alfabetisk ordning[1]
- Goerodes abruptus
- Goerodes albicorne
- Goerodes amamiensis
- Goerodes angulatus
- Goerodes apoanus
- Goerodes arcuatus
- Goerodes axis
- Goerodes batumicus
- Goerodes bicolor
- Goerodes bilobatus
- Goerodes bipertitus
- Goerodes brachycerus
- Goerodes brevior
- Goerodes brieni
- Goerodes caffrariae
- Goerodes carvalhoi
- Goerodes complicatus
- Goerodes corniger
- Goerodes darfurensis
- Goerodes dentatus
- Goerodes diehli
- Goerodes divaricatus
- Goerodes doligung
- Goerodes ebenacanthus
- Goerodes edwardsi
- Goerodes emarginatus
- Goerodes excelsior
- Goerodes flavus
- Goerodes flexulus
- Goerodes fuscatus
- Goerodes granus
- Goerodes hiurai
- Goerodes hokurikuensis
- Goerodes inequalis
- Goerodes inferior
- Goerodes japenensis
- Goerodes japonicus
- Goerodes kanbaranus
- Goerodes kanda
- Goerodes kantoensis
- Goerodes kasugaensis
- Goerodes kaswabilengus
- Goerodes katangae
- Goerodes khasianus
- Goerodes kivuensis
- Goerodes kojimai
- Goerodes koriaensis
- Goerodes kumanoensis
- Goerodes kumanskii
- Goerodes kunigamiensis
- Goerodes ligulatus
- Goerodes luberoensis
- Goerodes malickyi
- Goerodes minor
- Goerodes mioshi
- Goerodes mirabilis
- Goerodes nanseiensis
- Goerodes naraensis
- Goerodes nudatus
- Goerodes nukabiraensis
- Goerodes omus
- Goerodes orientalis
- Goerodes palmipes
- Goerodes palnius
- Goerodes piscinus
- Goerodes posticatus
- Goerodes propriopalpus
- Goerodes quadrispinus
- Goerodes ryukyuensis
- Goerodes sakus
- Goerodes salomatini
- Goerodes satoi
- Goerodes scotti
- Goerodes semicircularis
- Goerodes senectutis
- Goerodes signicostalis
- Goerodes sjoestedti
- Goerodes spathulatus
- Goerodes speculifer
- Goerodes subanganus
- Goerodes subangulatus
- Goerodes sylvaticus
- Goerodes taichungensis
- Goerodes tanmounensis
- Goerodes toyotamaensis
- Goerodes tsudai
- Goerodes turkus
- Goerodes ulrikae
- Goerodes ursinus
- Goerodes weirjinensis
- Goerodes venularis
- Goerodes vicinus
- Goerodes viettei
- Goerodes viperus
- Goerodes vittatus